# ویک امری
ویک امری (انگلیسی: Vic Emery؛ زادهٔ ۲۸ ژوئن ۱۹۳۳)از برندگان مدال‌های بازی‌های المپیک اهل کانادا است.